# Elena Gilbert
Elena Gilbert è un personaggio, protagonista della serie di romanzi Il diario del vampiro, creato dalla scrittrice Lisa Jane Smith, ispirato alla fantasia di A. Elena P., nota per aver una mente brillante in Vampiri e Dark Romance.

## Romanzi
Elena Gilbert ha 17 anni, vive con la zia Judith, il fidanzato (successivamente marito) della donna, Robert Maxwell, e la sorella di quattro anni, Margaret, dalla morte dei genitori, Thomas Gilbert ed Elizabeth Morrow, avvenuta a causa di un incidente stradale tre anni prima. È conosciuta per la sua bellezza e non va troppo bene a scuola, ma è dotata di un'intelligenza brillante e acuta. È forte, compassionevole, affettuosa, leale verso i suoi amici e indulgente con i propri nemici; è ostinata, passionale e impaziente e pretende che le cose vengano fatte secondo i suoi desideri; ha un carattere schietto e onesto. Ha sempre utilizzato i ragazzi come giocattoli e trofei, fino all'arrivo di Stefan. Confida quello che le succede e i propri sentimenti ad un diario.
Elena conosce un nuovo studente, Stefan Salvatore, che ignora i suoi tentativi di farsi notare, ma in seguito cominciano a uscire insieme e la ragazza viene a conoscenza del suo segreto: è un vampiro, e l'ha ignorata a causa della sua somiglianza con Katherine, che ha trasformato lui e suo fratello Damon, e che, ingelosita dalla loro relazione, annega Elena nel fiume. Grazie al sangue scambiato nel frattempo con Damon, Elena si risveglia come vampira e riesce a uccidere Katherine esponendola alla luce del sole, ma resta bruciata e muore anch'ella. Sei mesi dopo, dall'aldilà, Elena riesce ad entrare in contatto con Bonnie e ad avvisarla che una forza malvagia, Klaus, è arrivata a Fell's Church. Durante la notte del solstizio d'estate, la ragazza, evocata da Bonnie, torna sulla Terra in forma di spirito, sconfigge Klaus e resuscita come umana, con nuovi poteri ma senza memoria. Elena riacquista pian piano i ricordi; poco dopo, Stefan scompare, lasciandole un messaggio nel quale dice che parte per il suo bene, ma, in realtà, è stato rapito dai kitsune Shinichi e Misao. Elena raggiunge la Dimensione Oscura per salvarlo, accompagnata da Damon, con cui diventa sempre più intima, ma che finisce per morire. La ragazza chiede alla Corte Celestiale di resuscitare Damon, ma le regine rifiutano ed Elena, furiosa, cerca di distruggerle, venendo però fermata e privata della quasi totalità dei suoi poteri. Rassegnata, accetta la nuova esistenza offerta dalla Corte Celestiale, nella quale non è mai morta, ma poco dopo scopre che Damon è riuscito a resuscitare.
Elena inizia a frequentare il Dalcrest College, dove scopre che, anni prima, i suoi genitori furono contattati da un Guardiano che li convinse a consegnare alla Corte Celestiale la loro prima figlia, una volta compiuti i dodici anni, per farla diventare una di loro. Thomas ed Elizabeth, però, cambiarono idea e furono uccisi mentre le Guardiane cercavano di prendere Elena. Nel frattempo, Elena si ritrova ad affrontare nuovamente Klaus, resuscitato da una confraternita. Durante la battaglia, la giovane apprende di non poter morire per cause soprannaturali, quindi Klaus la rapisce e, prima di ucciderla con metodi tradizionali, decide di bere il suo sangue. Inaspettatamente, però, l'Antico muore: Elena, infatti, è una Guardiana leggendaria e il suo sangue è velenoso per i vampiri Originari. Dal diario della madre, scopre che non solo la donna era stata una Guardiana, ma che Katherine è la sua sorellastra e che Judith non è sua zia, ma un'amica della madre. Poiché Damon ha ricominciato a nutrirsi degli esseri umani fino a ucciderli ed Elena non vuole eliminarlo come le Guardiane le hanno ordinato, la ragazza viene collegata a lui in modo che, se il vampiro dovesse uccidere un umano, anche lei muoia. Resasi conto di voler trascorrere l'eternità con Stefan, Elena beve l'acqua dell'Eterna Giovinezza, diventando immortale.
Trascorsi cinque anni, il cacciatore Jack, con cui si erano alleati per uccidere gli Antichi, li tradisce ed elimina Stefan. Damon lo uccide ed Elena accetta di dover andare avanti senza Stefan, decidendo di iniziare una nuova vita con Damon. Questi, però, ha violato il patto ed Elena inizia a morire. Tuttavia, le viene offerta la possibilità di cambiare il proprio destino: dovrà tornare al passato e dimostrare che i fratelli Salvatore non sono capaci soltanto di causare disgrazie a causa dell'amore per lei. Elena, quindi, si ritrova al giorno in cui conobbe Stefan: decide però di non ingelosire Damon e di conquistare quest'ultimo, ma le cose non vanno come sperato e chiede aiuto a Katherine per farli riappacificare. Riuscita nel suo intento, Elena rifiuta la proposta di Damon di seguire lui e suo fratello in Italia e torna al futuro. Qui scopre di essere tornata umana e di essersi laureata in storia dell'arte all'università di Parigi, dove vive e lavora in una galleria. I fratelli Salvatore non fanno parte della sua esistenza, ma Elena reincontra per caso Damon e capisce che trascorrerà il resto della vita con lui.

## Serie TV

### Casting e interpretazione
Il 9 marzo 2009, fu annunciato che l'attrice bulgaro-canadese Nina Dobrev era entrata nel cast dell'adattamento televisivo dei romanzi, The Vampire Diaries, nel ruolo di Elena. Il produttore esecutivo Kevin Williamson ricordò che Dobrev aveva sostenuto il provino con l'influenza, pertanto la sua fu "la peggiore delle audizioni" e l'attrice tornò in Canada, da dove inviò un'audizione registrata che le permise di ottenere il ruolo. Dobrev disse che, dopo aver letto la sceneggiatura, venne attirata da Elena perché era "questa ragazza ordinaria ferita in molti modi". Inizialmente, pensò che avrebbe rappresentato la "bad girl" dei romanzi, ma Williamson e Julie Plec decisero che non era quella la direzione in cui volevano andare e la resero una sorta di "ragazza della porta accanto". Dopo qualche ricerca, Dobrev scoprì che avrebbe dato il volto anche alla doppelgänger vampira di Elena, Katherine Pierce, il cui carattere è "completamente opposto". Dobrev la descrisse come "una delle opportunità più rare e belle della televisione, interpretare due persone nello stesso medium", confessando che preferiva vestire i panni di Katherine piuttosto che quelli di Elena. Il 6 aprile 2015, Dobrev annunciò tramite Instagram il proprio addio alla serie al termine della sesta stagione, facendovi poi ritorno per l'episodio finale.

### Caratterizzazione e sviluppo
Giunti alla caratterizzazione del personaggio, la produttrice esecutiva Julie Plec sentì che la Elena letteraria, una ragazza popolare che ottiene sempre ciò che vuole, era "davvero egoista", caratteristica che non sembrava adatta ad un'eroina. Pertanto venne abbandonato "il complesso da regina popolare che in molti modi definiva Elena all'inizio dei romanzi", percependo che invece il suo vero lato oscuro fosse il "profondo legame con le altre persone". Williamson disse a Dobrev che "la direzione da prendere era quella di una ragazza della porta accanto, gentile, con cui relazionarsi e per cui il pubblico tifasse". Descrivendo Elena anni dopo, Dobrev spiegò che la "giovane ragazza innocente e triste" si era evoluta in una "donna forte".
Plec e Williamson concordarono inoltre che, nei romanzi, Elena era stata trasformata in una vampira troppo presto, già alla fine del secondo libro, quindi decisero di farlo accadere dopo due anni. Plec dichiarò: "Ci sembrava ovviamente troppo presto, e affrettato, e non volevamo creare uno show su un'adolescente che diventa istantaneamente un vampiro. Ma abbiamo sempre saputo che il viaggio avrebbe condotto a quel punto, alla fine." La trasformazione effettiva avvenne al termine della terza stagione e fu descritta dall'International Business Times come "il momento che tutti i fan di The Vampire Diaries stavano aspettando". In un'intervista con The Hollywood Reporter, Plec descrisse la transizione come un "cambiamento monumentale" che avrebbe condotto Elena in una "corsa selvaggia". Disse che era "il risveglio di una persona che sta per attraversare moltissimi cambiamenti" e che Elena si sarebbe evoluta come persona, al pari delle sue relazioni.

#### Relazioni
Nei primi episodi della serie, Elena si innamora di Stefan Salvatore, scoprendo soltanto in seguito che è un vampiro; con il passare del tempo, sviluppa anche un legame con l'avventuroso fratello maggiore del ragazzo, Damon. Dobrev disse che i due hanno "qualità diverse molto attraenti", che combinate creano "l'uomo perfetto", aggiungendo che "Stefan è devoto e dolce, protettivo e amorevole, Damon è spontaneo e pazzo, divertente ed eccitante".
Con il progredire delle stagioni, Elena si stacca sempre di più da Stefan, fino a pianificare una vita insieme a Damon. La coppia da loro formata, battezzata "Delena", è diventata una delle più amate della serie. Crystal Bell di MTV.com spiegò che "non solo si sono resi migliori, ma hanno anche soffiato la vita l'uno nell'altra. [...] Lui l'ha ispirata a vivere il momento, e lei gli ha dato uno scopo dopo qualche decennio di desolazione. I loro punti di forza, però, sono stati i loro difetti. Insieme sono stati perfettamente imperfetti. Si sono visti al loro peggio".

### Storia
All'inizio della serie, Elena ha 17 anni e ha perso i genitori, Grayson e Miranda, il 23 maggio 2009 in un incidente stradale di cui è l'unica superstite. Vive a Mystic Falls con sua zia Jenna e il fratello minore Jeremy, verso cui è molto protettiva. Gentile, amorevole e onesta, disposta a sacrificarsi per le persone a lei care e a ferire gli altri per proteggerle, è combattiva e non si fa intimidire da nessuno. Si aspetta che gli altri rispettino le sue scelte, ma non sempre fa altrettanto. Sua madre l'aveva spinta verso un futuro da scrittrice e così la ragazza ha cominciato a tenere un diario.
All'inizio del nuovo anno scolastico, Elena conosce il nuovo arrivato Stefan Salvatore e comincia una relazione con lui; fa anche la conoscenza di suo fratello maggiore, Damon. Sospettando che in Stefan ci sia qualcosa che non vada, dopo una serie di ricerche scopre che è un vampiro e, per paura, si rifiuta di ascoltare le sue spiegazioni, ma successivamente gli permette di parlarle di come la vampira Katherine si fosse insinuata nelle vite dei fratelli Salvatore, e decide di mantenere il loro segreto. Elena scopre anche di essere identica a Katherine e di essere stata adottata: la sua madre naturale è Isobel Fleming, la moglie del professore di storia Alaric Saltzman, trasformata in vampira da Damon alcuni anni prima. Da parte di madre, Elena è parente di Katherine e questo motiva la somiglianza. Suo padre, invece, è colui che aveva sempre creduto essere suo zio, John Gilbert. Katherine torna a Mystic Falls per riconquistare Stefan, mettendo in pericolo coloro che Elena ama fino a costringere la ragazza a lasciarlo. Il vampiro Originale Klaus, poi, sacrifica la vita della ragazza per sciogliere la maledizione che inibisce la sua doppia natura di licantropo: Elena infatti è la creatura soprannaturale chiamata "doppelgänger" in grado di annullare la maledizione. Grazie ad un incantesimo della sua migliore amica Bonnie, che collega la sua anima con quella di John, Elena torna in vita a scapito della vita del padre.

Intanto l'attrazione fra lei e Damon cresce e i due si baciano. La ragazza viene spinta dallo stesso Stefan ad approfondire i suoi sentimenti per il fratello; alla fine però torna da lui. Esther, la madre di Klaus, trasforma Alaric in un vampiro Originale che uccida i suoi figli. Per farlo usa il sangue di Elena, legando le loro vite di modo che, se lei muore, muoia anche Alaric. Klaus rapisce la ragazza e inizia a dissanguarla, in modo da avere il suo sangue per creare altri ibridi come lui e ottenere, con la morte della ragazza, anche quella di Alaric. Salvata da Tyler, Elena si sente male e viene curata da Meredith con del sangue di vampiro. Matt la porta via da Mystic Falls, ma l'auto finisce nel fiume: Elena muore, ma, a causa del sangue datole da Meredith, si trasforma in un vampiro. Dopo la trasformazione, si sente sempre più legata a Damon e comincia una relazione con lui, nonostante la sua amica Caroline sostenga che i suoi sentimenti siano causati dal fatto che, essendosi trasformata con il suo sangue in corpo, è asservita a lui. La ragazza e i suoi amici scoprono che esiste una cura per il vampirismo nella tomba dello stregone Silas: qui, Katherine si spaccia per Elena e, dovendo risvegliare Silas per prendere il filtro, sacrifica la vita di Jeremy. Elena ne esce distrutta e Damon usa l'asservimento per spegnere la sua umanità e farle superare il dolore. Senza più sentimenti, però, Elena diventa fredda e aggressiva e Damon riaccende la sua umanità. La ragazza decide di uccidere Katherine, ma alla fine le fa ingoiare la cura per il vampirismo, facendola tornare umana.
Qualche mese dopo, gli stregoni noti "Viaggiatori" cercano di prendere il controllo di Mystic Falls inserendo i loro spiriti nei corpi degli abitanti, così Elena e Damon fanno saltare in aria la città, uccidendo sia i Viaggiatori che loro stessi. Bonnie riesce a riportare in vita Elena, ma non Damon. Distrutta dalla sua morte, Elena si fa soggiogare da Alaric in modo che dimentichi di averlo amato; successivamente Damon riesce a tornare in vita e, siccome Alaric nel frattempo è tornato umano e non può restituirle i ricordi, Elena beve la cura per il vampirismo per recuperarli. Poco tempo dopo, però, cade in un sonno profondo perché lo stregone Kai, per vendicarsi di Bonnie, ha legato le vite delle due amiche: finché Bonnie vivrà, Elena non si sveglierà. Il suo corpo viene così chiuso nella cripta dei Salvatore fino al giorno in cui Bonnie, qualche anno dopo, non riesce a sciogliere l'incantesimo di Kai senza morire. Elena si ricongiunge ai suoi cari, si laurea in Medicina e vive una lunga e felice vita mortale con Damon, tornato anch'egli umano grazie alla cura per il vampirismo. Dopo la morte, la ragazza trova la pace riunendosi ai suoi genitori, allo zio John e alla zia Jenna.

## Accoglienza
L'Elena letteraria non ha ricevuto molte critiche positive. Wetpaint l'ha definita "molto più stronza [rispetto a quella televisiva]. Un po' snob, l'Elena letteraria è una regina di ghiaccio dalla pelle di porcellana simile a Blair Waldorf". Hollywood Crush ha sostenuto che "quasi la odii per essere così perfetta, ma poi ti ricordi che a) i suoi genitori sono appena morti, e che b) una volta che Stefan le si arrende, lei è disposta a essere ostracizzata da tutta la città, quando lo sospettano di omicidio. Come Bella, si auto-sacrifica ed è coraggiosa. A differenza di Bella, conosce il proprio valore, e lo conosce anche la sua squadra di amici".
Il personaggio televisivo ha invece ricevuto più giudizi positivi. The Independent scrisse: "L'eroina dello show, Elena, rimasta orfana da poco, è più complicata di quanto appaia all'inizio e il suo rifiuto di accettare semplicemente il suo fidanzato vampiro, Stefan, le sue zanne e tutto il resto, segna un gradito ritorno dell'idea che i vampiri siano in realtà creature pericolose, piuttosto che splendide reincarnazioni scintillanti dei desideri di ogni ragazza adolescente". Nel libro A Visitor's Guide to Mystic Falls, Sarah Rees Brennan scrisse che il personaggio "è in equilibrio tra Buffy e Bella, e penso che faccia un lavoro dannatamente buono. Elena è una ragazza più normale di Buffy o Bella. Buffy, per sua natura, era già inserita nel mondo dei vampiri, e sapeva come proteggersi dentro di esso. Bella ha abbracciato il mondo dei vampiri e ha insistito per farne parte. Elena è di gran lunga risolutamente umana e pertanto fragile, ma deve affrontare le complicazioni di vivere in un mondo dove il soprannaturale è reale. Tutti a Mystic Falls lo fanno, ma Elena è la prima adolescente a venire a conoscenza dell'esistenza dei vampiri. È colei che si trova in pericolo più spesso e che è più consapevole del fatto che lei e tutti gli altri sono in pericolo. [...] Al contrario di Buffy o Bella, Elena non è la nuova studentessa della scuola. È carina, popolare, e assolutamente non un'emarginata, ma è stata cambiata dalla recente morte dei propri genitori. [...] Avendo perso i genitori, è diventata sia più matura che più inquieta, alla ricerca di risposte e del significato della vita, pronta per le sfide. Al contrario di Buffy, con il suo destino di cacciatrice, o di Bella, che si è auto-sradicata dalla propria casa e si è spinta tra le braccia di Edward, Elena ha ancora una scelta. Ha la sua propria vita da vivere, e un solido terreno su cui stare mentre sceglie se stare o meno con Stefan - e poiché la sua scelta è così chiaramente tutta sua, una volta fatta, ci crediamo. [...] In Elena vediamo qualcuno le cui capacità di amare ed essere leale possono abbracciare anche una creatura della notte: sappiamo che Elena ama fieramente ed irrevocabilmente perché la vediamo amare fieramente molte altre persone oltre a Stefan". Anche Steve West di Cinema Blend fece dei raffronti tra Elena e la protagonista di Twilight, Bella Swan. West scrisse che "chiaramente Elena è molto più sexy di Bella, avendo due vampiri immortali che combattono per lei".

Dopo la transizione in vampiro, Carina Adly MacKenzie di Zap2it sperò che sarebbe emerso il suo lato "fiero" e "squartatore" piuttosto che quello "compassionevole e altruista". Anche Robyn Ross di TV Guide sperò che, dopo aver "assaggiato il sangue", Elena avrebbe perso il controllo, seguendo l'istinto e "smettendo di proteggere i sentimenti di tutti", poiché prima era molto meno divertente e "vagamente noiosa". Il sito TV Fanatic giudicò Elena il miglior personaggio della prima metà della quarta stagione, per come si era evoluta dopo la trasformazione, e per il modo in cui la sua nuova natura aveva avuto effetto su tutti gli altri personaggi, soprattutto nei primi episodi.

Le storie d'amore della ragazza con Stefan e Damon divennero molto popolari tra gli spettatori, che battezzarono le due coppie "Stelena" e "Delena". Andy Swift del sito HollywoodLife lodò la relazione di Elena con Damon, una combinazione di vero amore e legame desiderato, sperando che avrebbero avuto il loro "per sempre felici e contenti". Vlada Gelman di TVLine, invece, sentì che la loro storia era "troppo matura per un giovane triangolo amoroso" e si chiese se Elena fosse "pronta a buttarsi in una relazione con Damon" mentre Stefan era ancora presente. Per le sue relazioni, Elena fu anche paragonata a Melania Hamilton di Via col vento, poiché sta con un uomo (Stefan) amato anche da un'altra donna (Katherine), la quale non capisce come lui possa preferire un'altra a lei.